# Litarachna divergens
Litarachna divergens is een mijtensoort uit de familie van de Pontarachnidae. De wetenschappelijke naam van de soort is voor het eerst geldig gepubliceerd in 1925 door Walter.